# Владислав Христов
Владислав Христов е български поет и фотограф.

## Биография
Владислав Христов е роден на 23 юли 1976 г. в гр. Шумен. Има многобройни публикации в периодичния литературен печат – „Granta“, „Литературен вестник“, „Съвременник“, „Страница“, „Факел“, „ЛИК“ и др. Член е на международна организация „The Haiku Foundation“. През 2010 и 2012 г. влиза в класацията на 100-те най-креативни хайку автори в Европа. Негови хайку са публикувани в издания като „Simply Haiku“, „Whirligig“, „Sketchbook“, „The Heron’s Nest“, „Мodern Haiku“, „Notes from the Gean“, „LYNX“, „Naiku Heute“, „Asahi Haikuist Network“, „The Mainichi Daily News“, „World Haiku Review“, „Frogpond“ и др., част са от международни антологии и сборници. Организатор е на благотворителния проект „Оризови полета“ за подпомагане на пострадалите от земетресението в Япония през март 2011 г., и на много други инициативи, свързани с популяризирането на хайку в България.

## Награди
Стихосбирката му „Енсо“ (2012) е номинирана за наградата „Иван Николов“). Носител е на първи награди от конкурсите – за кратка проза на LiterNet & eRunsMagazine (2007), третия национален конкурс за хайку на свободна тема (2010) и международния конкурс „Cherry blossom" (2011).